# Wilhelm Ivens

Familie Wilhelm Ivens, met links Kees en tweede van rechts Henriëtte Ivens (1888)

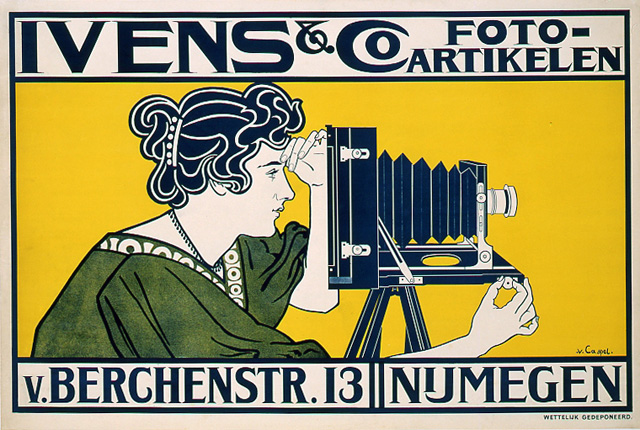
Advertentie voor Ivens & Co uit 1899

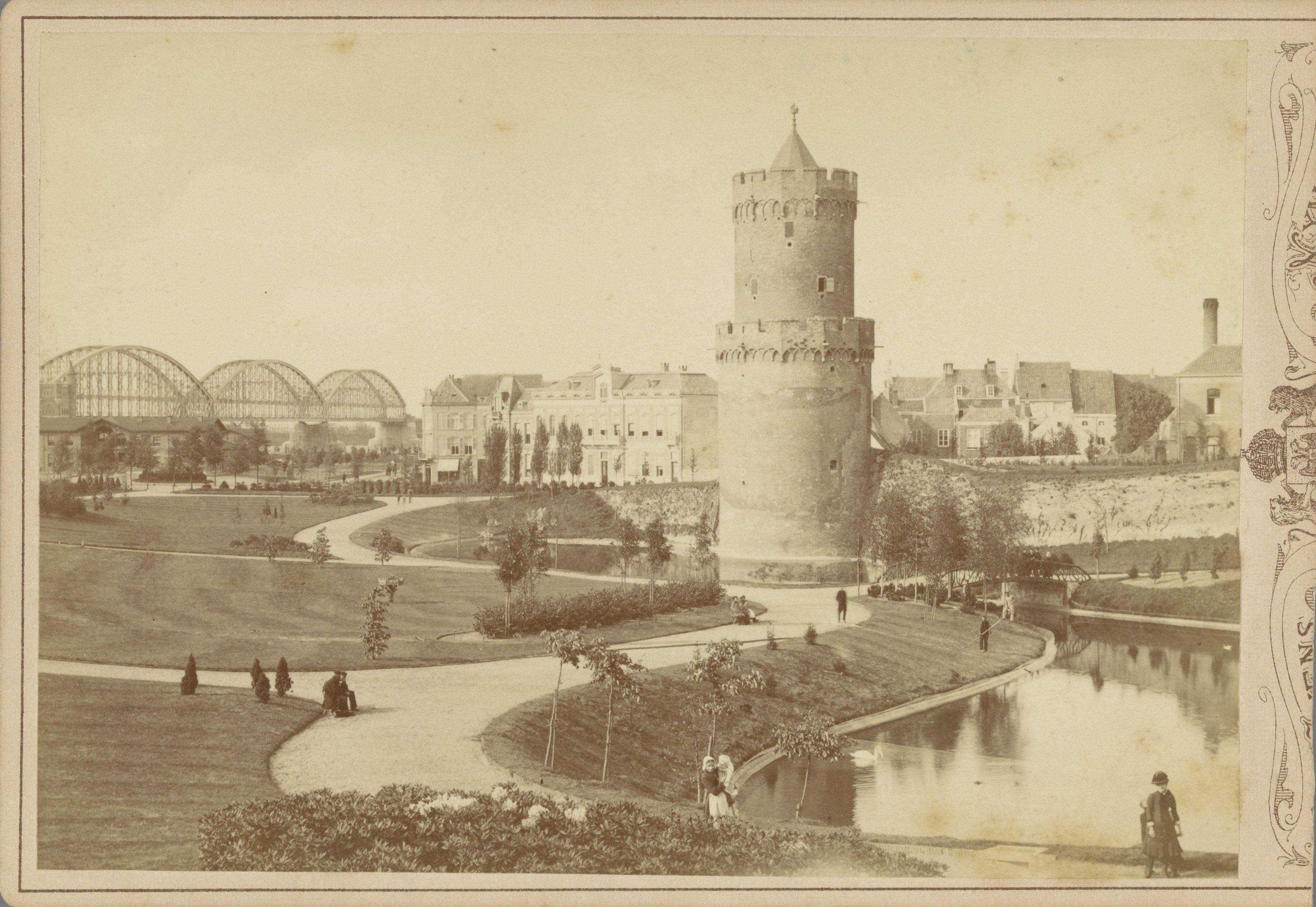
Kronenburgerpark te Nijmegen

Wilhelm Ivens (Efferen, Duitsland, 1849 – Nijmegen, 1904) was een Nederlandse fotograaf.

## Levensloop
In 1869 vestigde de toen 21-jarige Wilhelm Ivens zich vanuit Duitsland in Nijmegen. Twee jaar later opende hij een eigen fotoatelier aan de Doddendaal in Nijmegen. In 1878 vestigde hij zich hier aan de Houtstraat. Het bedrijf maakte vooral portretten in het populaire carte de visite-formaat.
Ivens was getrouwd met Jacoba Maria Gerarda van Leeuwen. Hij is de vader van Kees Ivens en de grootvader van de cineast Joris Ivens.
Stadsgezichten
In de jaren 1870 kreeg Ivens van het Nijmeegs gemeentebestuur de opdracht om de vestingwerken rondom Nijmegen op foto vast te leggen, omdat deze gesloopt werden. Aan het einde van de 19e eeuw maakte Ivens een serie stadsgezichten, die door hem "De nieuwe stad" genoemd werd. De serie noemde hij zo, omdat de vestingwerken en omwalling gesloopt waren, waardoor de stad een geheel nieuw aanzien kreeg. Hij vereeuwigde dit vanuit diverse invalshoeken. De foto's werden daarna op karton geplakt en vervolgens voorzien van een onderschrift.

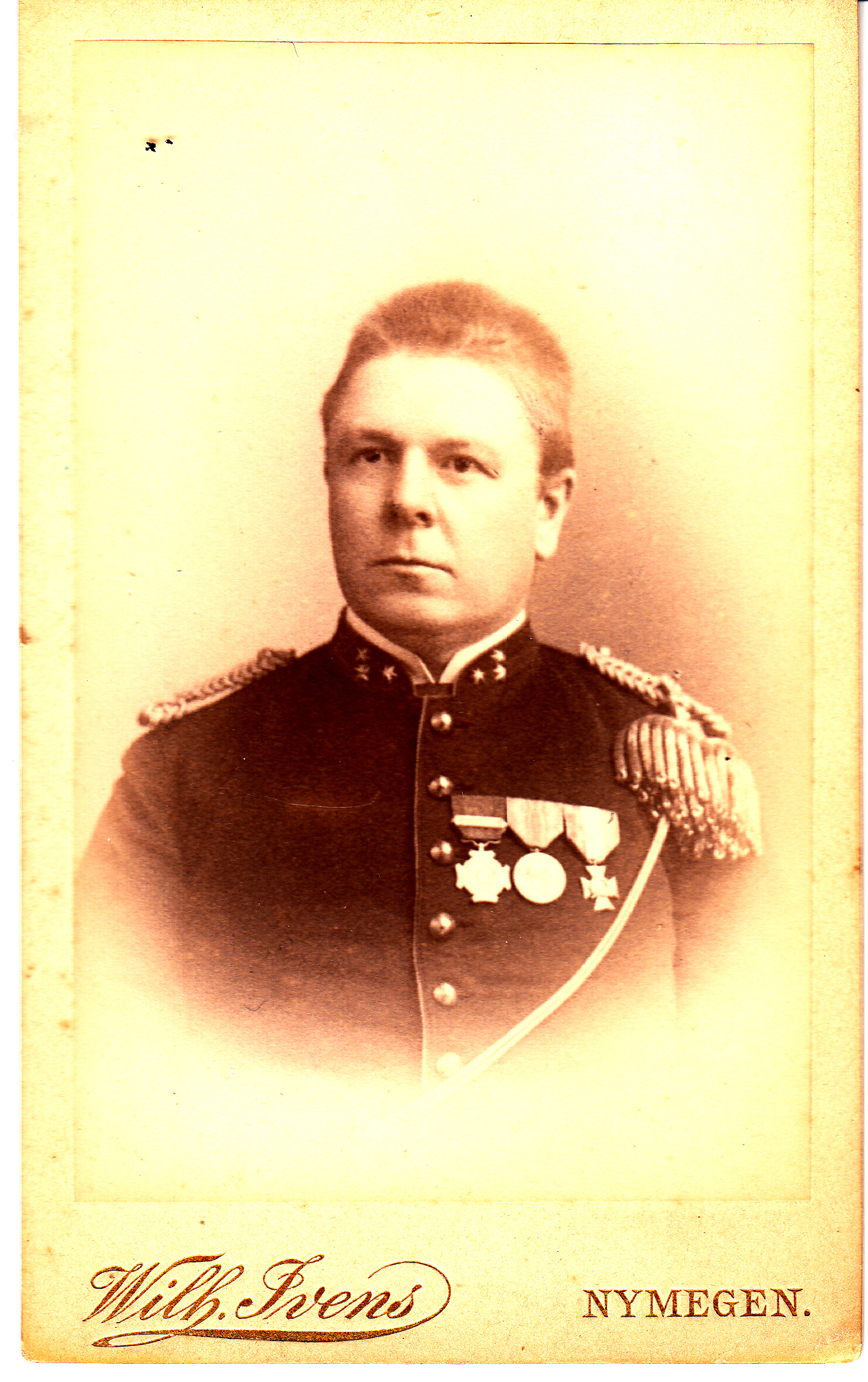
Portret van Hendrik van der Wedden door de studio van Wilhelm Ivens
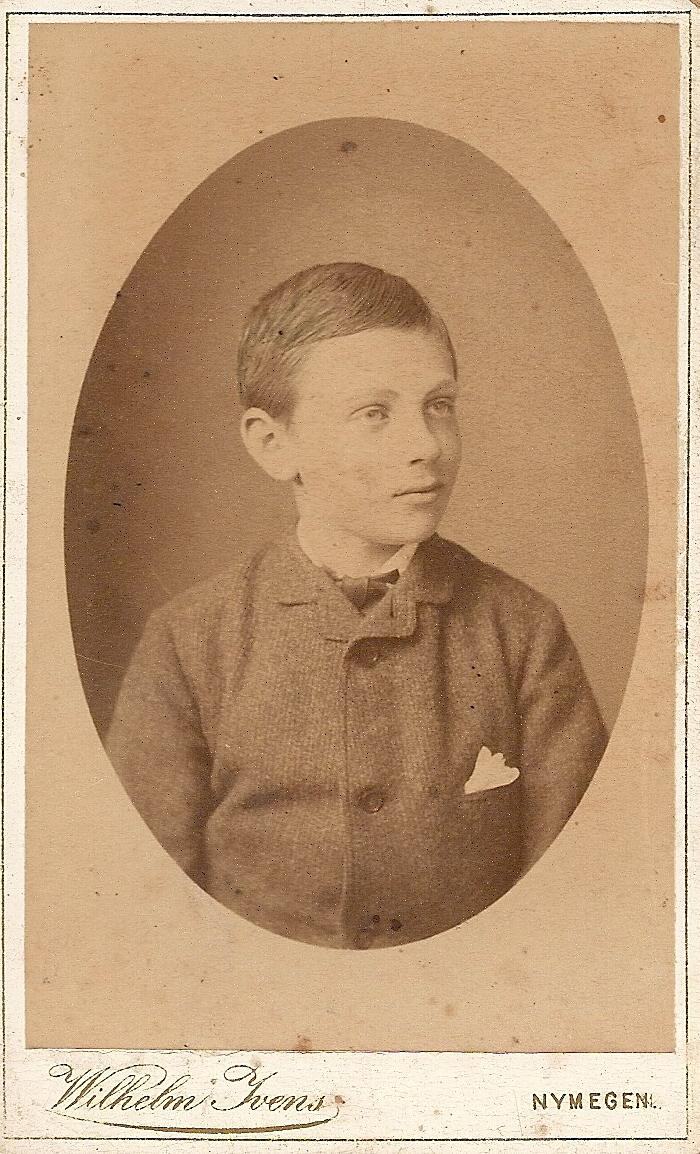
Portret van een jongen, gemaakt in de studio van Wilhelm Ivens
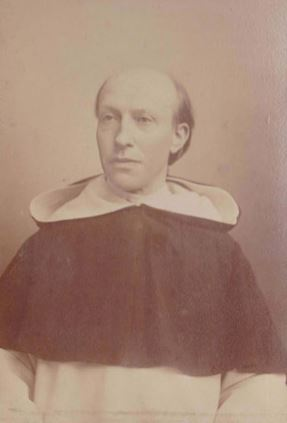
J.V. de Groot

## Werk in openbare collecties (selectie)
- Rijksmuseum Amsterdam[3]